# Stuart Little
Stuart Little ist ein US-amerikanischer Spielfilm aus dem Jahr 1999, in dessen Mittelpunkt die Maus Stuart Little  steht. Die Filmkomödie basiert frei auf dem 1945 erschienenen Kinderbuch Klein Stuart. Die Geschichte einer ungewöhnlichen Familie (Originaltitel: Stuart Little) von E. B. White und spielt in New York.

## Handlung
Die Littles, die in einem kleinen Stadthaus wohnen, haben die Möglichkeit, ein Kind zu adoptieren. Zu aller Überraschung stellt sich jedoch heraus, dass das neue Familienmitglied eine Maus ist, die auf den Namen Stuart hört. Der Sohn George reagiert abweisend auf seinen kleinen Bruder. Der Kater Snowbell kann nur schwer akzeptieren, dass sein „Futter“ nun sein „Herrchen“ sein soll. Snowbell hat Stuart Little nach dem Entdecken schon fast verspeist, als die Eltern von George Little mit dem Kater hart durchsprechen, damit er Stuart Little wieder ausspuckt.
Stuart Little hilft George bei dem Bootsrennen zu gewinnen. Er hat die Fernbedienung zwar erst kaputt gemacht, da sie zu schwer für ihn zu halten war. Somit kann George eigentlich nicht mehr an dem Bootsrennen auf dem See im Park teilnehmen. Heimlich begibt sich Stuart Little dann als Skipper auf das Schiff. Stuart Little und Anton machen das Rennen unter sich aus. Anton hat vorher die Schiffe aller anderen Teilnehmer versenkt. Stuart Little verhindert das Kentern des Schiffes durch Ausreiten (sich auf die andere Seite legen und die Fallrichtung des Schiffes ausgleichen). Danach dreht er das Schiff schnell, um nicht mit dem Schiff von Anton zu kollidieren. Das Schiff von Anton spielt dann verrückt, als George und Anton auf der Fernbedienung von Anton’s Schiff auf der Erde herumrobben. Somit gewinnt George das Bootsrennen.
Vorher hat Anton folgenden Spruch gegen Stuart Little losgelassen:
"Er ist nicht nur eine blöde Maus, sondern eine blöde Ratte."
Der Kater Snowbell fasst folgenden Plan, Stuart Little aus dem Haus zu treiben:
Er hat die zwei Mäuse Reggie und Camille Stout dazu überredet, sich als Stuarts leibliche Eltern auszugeben, sodass Stuart Little zu ihnen zieht. Als die Mäuse Stuart Little an die Katzen herausrücken sollen, sagen die Mäuse Stuart Little die Wahrheit. Stuart Little kehrt zurück nach Hause. Snowbell täuscht vor, dass George den Ausschnitt des Familienfotos zerrissen hat. George hat Stuart Little stattdessen allerdings nur aus dem Familienfoto ausgeschnitten. George will nämlich in der ganzen Stadt den Ausschnitt des Familienfotos von Stuart Little anbringen, damit er gefunden wird.
Dann erkennt Snowbell seinen Fehler, da vor allem George unter der Trennung leidet. In einer turbulenten Jagd durch den Central Park gelingt es dem Kater, sich nicht nur mit Stuart Little auszusöhnen, sondern ihn zu den Littles zurückzubringen.

## Hintergrund
Der Film entstand mit einem Budget von 103 Millionen US-Dollar.
Die Uraufführung des Films fand am 5. Dezember 1999 in den USA statt. In die deutschen Kinos kam er am 20. April 2000. In den US-amerikanischen Kinos spielte er 140 Millionen US-Dollar ein, weltweit kamen noch 160 Millionen US-Dollar dazu. In Deutschland erreichte Stuart Little eine Zuschauerzahl von 2,31 Millionen.

## Besetzung und Synchronisation
Die deutsche Synchronbearbeitung entstand 2000 bei der PPA Film GmbH in München. Für das Dialogbuch und die -regie war Pierre Peters-Arnolds verantwortlich. Buena Vista International (Schweiz) produzierte eine schweizerdeutsche Synchronfassung, mit Dialogen von Rudolf Ruch.
| Rolle                         | Darsteller oder Sprecher* | Synchronsprecher (Standarddeutsch) | Synchronsprecher (Schweizerdeutsch) |
| ----------------------------- | ------------------------- | ---------------------------------- | ----------------------------------- |
| Stuart Little                 | Michael J. Fox*           | Bastian Pastewka                   | Edward Piccin                       |
| Eleanor Little                | Geena Davis               | Marietta Meade                     | Sara Capretti                       |
| Frederick Little              | Hugh Laurie               | Walter von Hauff                   | Thierry Pfau                        |
| George Little                 | Jonathan Lipnicki         | Raban Bieling                      | ?                                   |
| Onkel Crenshaw                | Jeffrey Jones             | Michael Gahr                       | ?                                   |
| Snowbell                      | Nathan Lane*              | Götz Otto                          | Erich Vock                          |
| Smokey                        | Chazz Palminteri*         | Ekkehardt Belle                    | ?                                   |
| Oma Estelle Little            | Estelle Getty             | Margit Weinert                     | ?                                   |
| Opa Spencer Little            | Harold Gould              | Tonio von der Meden                | ?                                   |
| Mrs. Keeper, Waisenhauschefin | Julia Sweeney             | Inez Günther                       | Dodo Hug                            |
| Anton                         | Miles Marsico             | Philipp Peters-Arnolds             | ?                                   |
| Monty                         | Steve Zahn*               | Gudo Hoegel                        | Marco Rima                          |
| Tante Tina Crenshaw           | Connie Ray                | Anita Höfer                        | ?                                   |
| Reginald „Reggie“ Stout       | Bruno Kirby*              | Michael Habeck                     | ?                                   |
| Camille Stout                 | Jennifer Tilly*           | Kathrin Ackermann                  | Silvia Affolter                     |
| Red                           | David Alan Grier*         | Chris Gott                         | ?                                   |
| Rennleiter                    | Stan Freberg*             | Michael Rüth                       | Beni Thurnheer                      |
| Lucky                         | Jim Doughan*              | Tobias Lelle                       | ?                                   |
| Dr. Breeckwood                | Dabney Coleman            | Harry Täschner                     | ?                                   |
| Detective Allen               | Jim Doughan               | Tobias Lelle                       | ?                                   |
| Edgar Little                  | Brian Doyle-Murray        | Gerd Wiedenhofen                   | ?                                   |
| Detective Sherman             | Jon Polito                | Fred Klaus                         | ?                                   |

Ein weiterer Mitwirkender der Schweizer Synchronfassung war Beat Schlatter.

## Auszeichnungen
- 3 Saturn-Award-Nominierungen
- 3 Young-Artist-Award-Nominierungen, davon einmal ausgezeichnet
- 1 Young-Star-Award-Auszeichnung

sowie
- 1 Oscar-Nominierung in der Kategorie „Beste Spezialeffekte“

## Kritik
„Ein auf den ersten Blick durchaus amüsanter Kinderfilm, der jedoch an seiner Spießigkeit und vielen Klischees krankt. Die Geschichte vermag sich zudem nie gegenüber den perfekten Computer-Effekten zu behaupten.“

## Fortsetzungen
2002 erschien eine Fortsetzung, die einige im Vorgänger nicht verarbeitete Handlungsstränge der Vorlage aufgriff: Stuart Little 2. 2005 entstand ein dritter Teil mit dem Titel Stuart Little 3 in Zeichentrickform als Direct-to-DVD-Produktion. Die Besetzung sowie die Synchronstimmen blieben unverändert.

## Trivia
Im Film diente ein Meisterwerk des ungarischen Malers Róbert Berény als Bühnenausstattung – die Schlafende Frau mit Schwarzer Vase, welches über acht Jahrzehnte als verschollen galt. Es wurde 2009 vom ungarischen Kunsthistoriker Gergely Barki beim Anschauen des Filmes wiederentdeckt.

## DVD-Veröffentlichung
- Stuart Little. Sony Pictures Home Entertainment 2000

## Soundtrack
- Alan Silvestri: Stuart Little. The Complete Motion Picture Soundtrack. Cat & Mouse Records, s. l., s. a., Tonträger-Nr. CSA-987603 (unverkäufliche Promotion-CD)